# Crotonoideae
As Crotonoideae são uma subfamília dentro da família Euphorbiaceae.

## Galeria

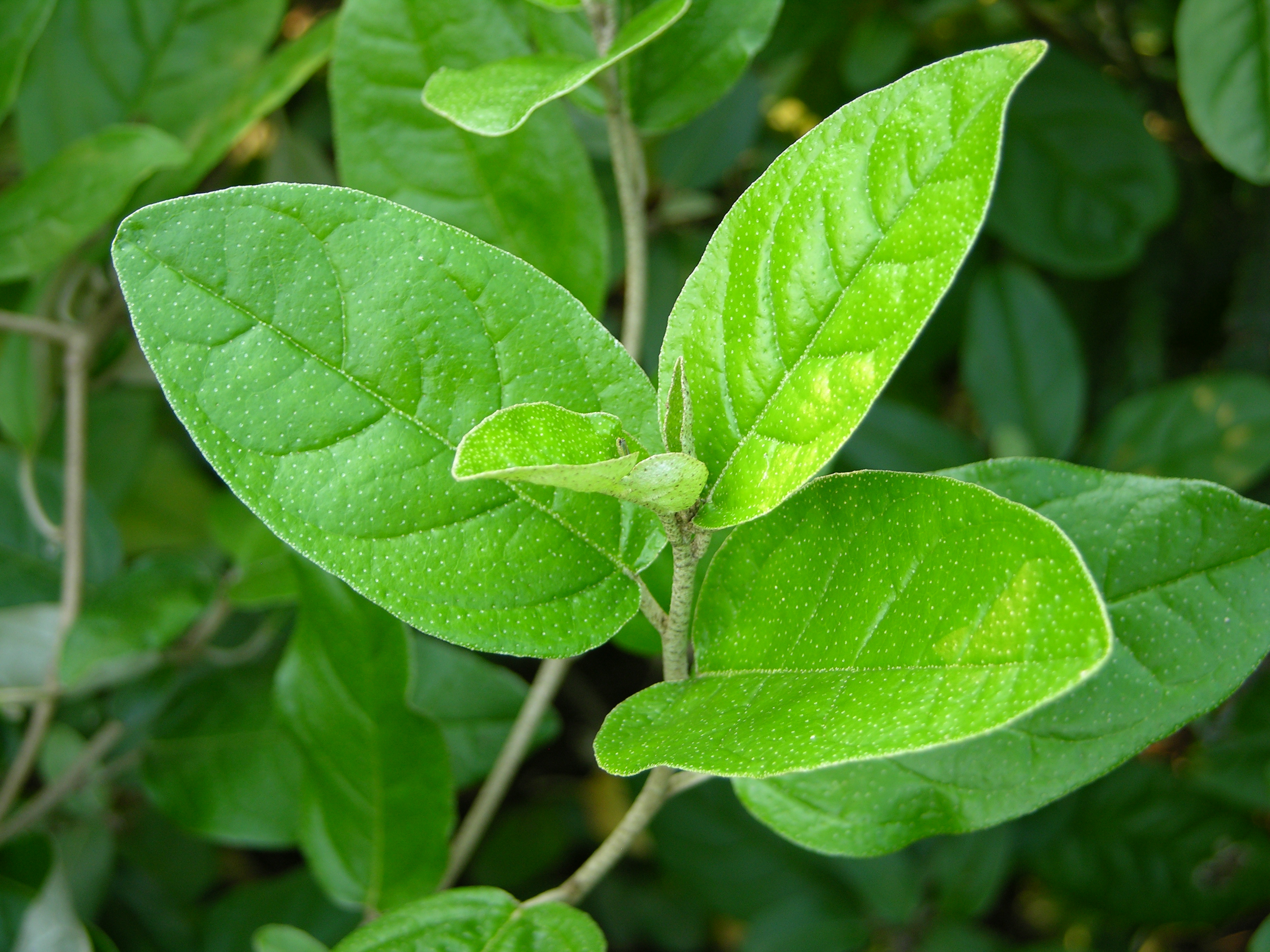
Croton alabamensis

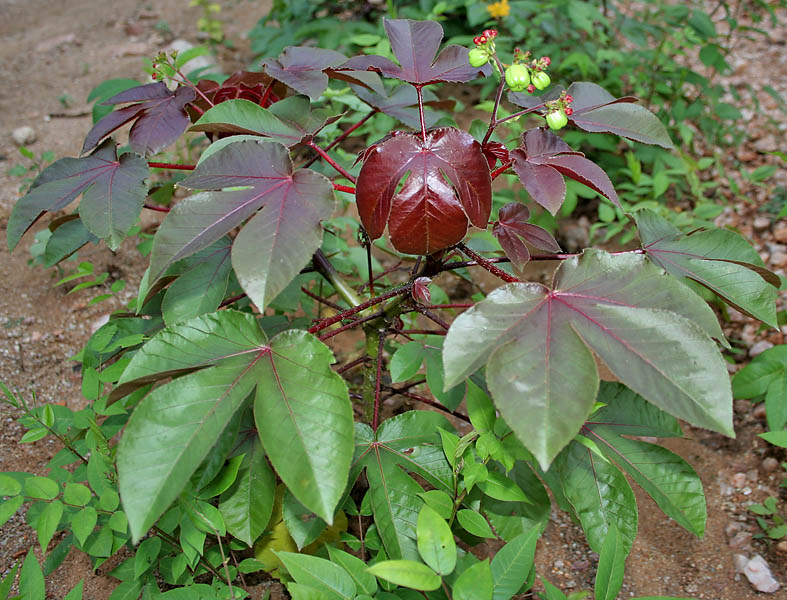
Jatropha gossypiifolia

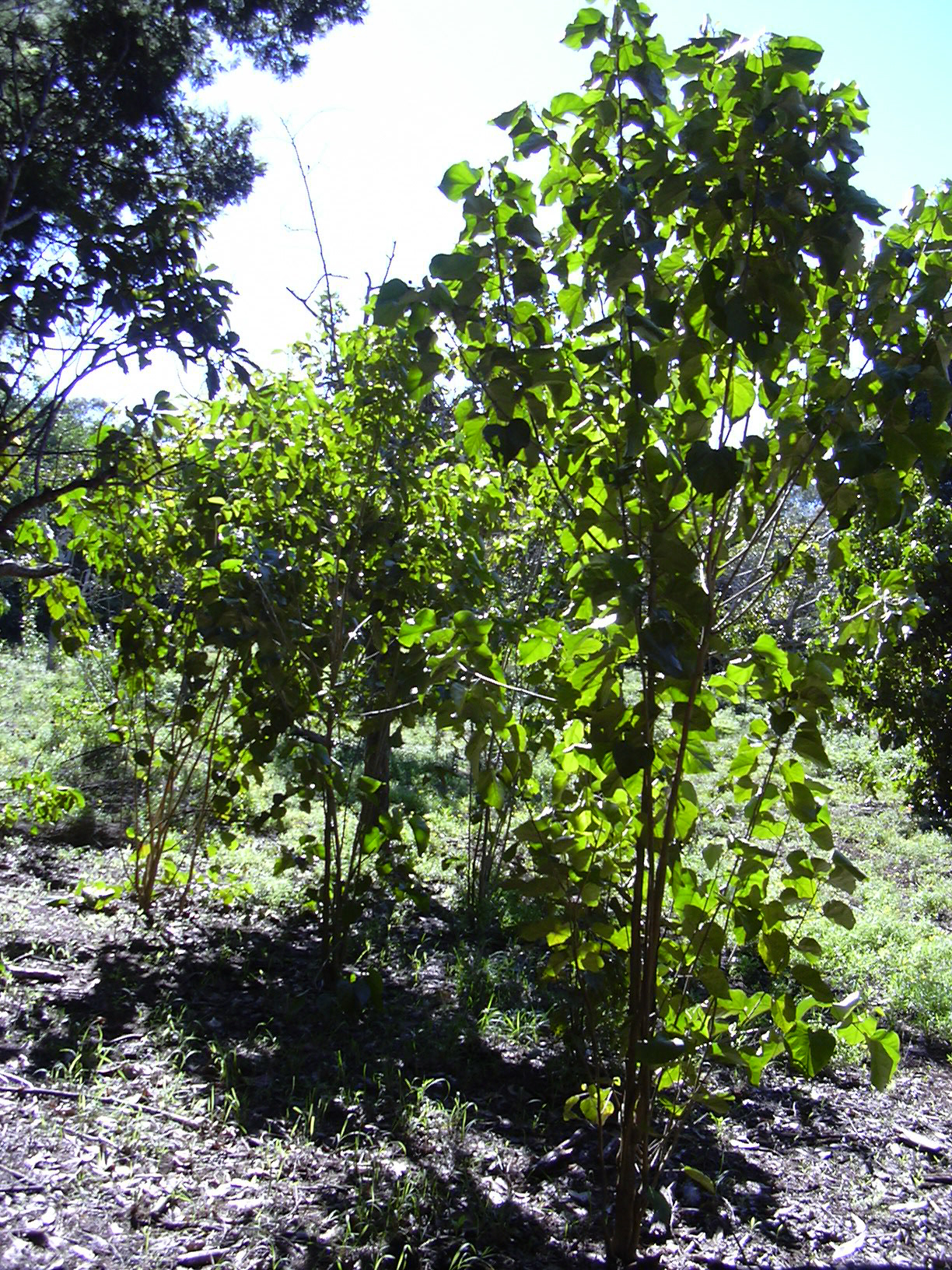
Croton guatemalensis

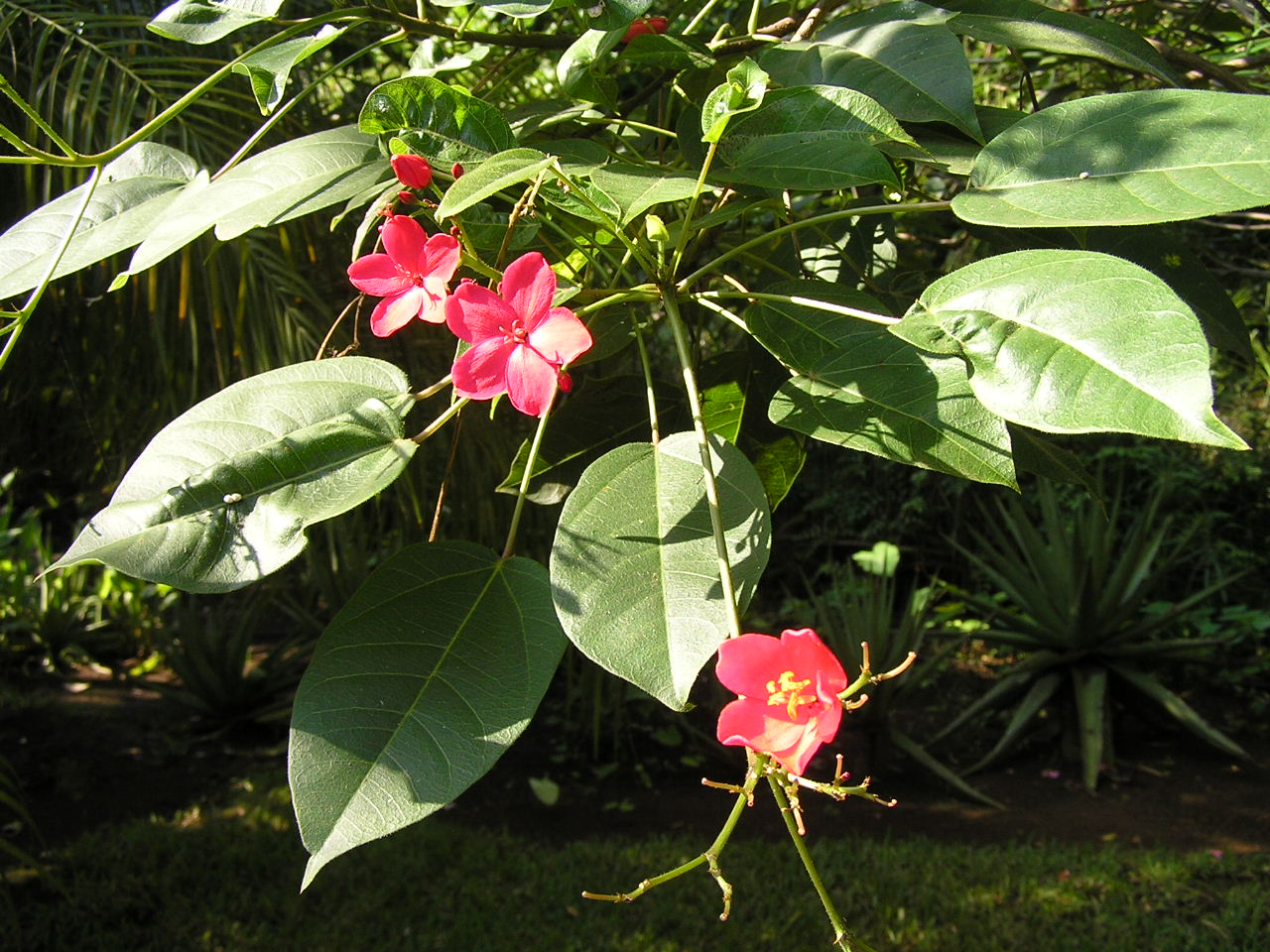
Jatropha integerrima